# Beosztás (felsőoktatás)
A magyar egyetemeken, főiskolákon és kutatóintézetekben a hazai szokások és a törvényi szabályozás alapján az oktatói-kutatói pályának – emelkedő hierarchia szerint – az alábbi beosztásait (valójában ezek munkakörök és egyúttal címek) különböztetik meg:

## Munkakörök

### Oktató
- Oktatói munkakörben:[3]
  1. tanársegéd
  2. adjunktus
  3. főiskolai docens, illetve egyetemi docens
  4. főiskolai tanár, illetve egyetemi tanár[4]

### Kutató
- Kutatói munkakörben,[5] illetve kutatóintézetekben és egyetemeken levő akadémiai kutatóhelyeken:
  1. tudományos segédmunkatárs
  2. tudományos munkatárs vagy tudományos kutató
  3. tudományos főmunkatárs
  4. tudományos tanácsadó
  5. kutatóprofesszor

Az oktatói munkaköri elnevezések (az alábbi kiegészítéssel) egyúttal munkaköri címek is, melyet az adott munkakörben lévő az adott alkalmazás fennállása alatt (annak megszűnéséig) használhat is.
Az egyetemi tanár (és a vonatkozó törvényi szabályozás hatálybalépéséig a cím használatára jogosultságot szerzett főiskolai tanár) jogosult a professzori cím használatára, ameddig a miniszterelnök, illetve a köztársasági elnök a tanári cím használatának jogát nem vonja meg.
Nevek megadásakor előbb általában a tudományos fokozatot, majd a nevet és a beosztást (címet) adják meg (például Dr. X. Y. docens [de szövegközi helyzetben kis d-vel: dr. …]). Kivétel ezalól a professzorok megszólítása: pl. Igen tisztelt Professzor Úr (vagy Asszony)! De szokásos a beszélt nyelvben az X. Y. professzor forma is.

## Egyéb beosztások
Léteznek az oktatói-kutatói munkaköröktől eltérő tanári munkakörök is a felsőoktatásban. A leggyakoribb ilyen munkakörök: nyelvtanár, testnevelő tanár, művésztanár, gyakorlati oktató, kollégiumi tanár, mérnöktanár, műszaki tanár.
A nem főállásban alkalmazott oktatók státusza óraadó. Bizonyos esetekben az intézmény szenátusa a következő címeket adományozhatja az óraadóknak:
- egyetemi magántanár – ha rendelkezik doktori fokozattal, habilitációs oklevéllel és kiemelkedő nemzetközi szaktekintély,
- címzetes főiskolai vagy egyetemi docens, illetve címzetes főiskolai vagy egyetemi tanár – ha doktori fokozattal rendelkezik és országosan elismert szaktekintély,
- mesteroktató – ha kiemelkedő gyakorlati oktatói munkát végez, de ehhez nem szükséges még a PhD sem.

A 2022/2023 év időszak adatai alapján Magyarországon a felsőoktatásban (állami, alapítványi, egyházi, magán) összesen 26357 oktató volt foglalkoztatva, beleértve a teljes munkaidős, a részmunkaidős és a megbízással foglalkoztatott oktatókat, tanárokat. 
A különböző beosztási kategóriák az alábbiak szerint alakultak a foglalkoztatott oktatók, egyéb tanárok száma:
tanársegéd – 2939 fő
gyakornok tanársegéd – 27 fő
adjunktus – 4476 fő
főiskolai docens – 677 fő
egyetemi docens – 4956 fő
főiskolai tanár – 439 fő
egyetemi tanár – 1778 fő
kollégiumi tanár – 36 fő
mestertanár – 238 fő
nyelvtanár -  514 fő
mesteroktató – 822 fő
testnevelő tanár – 155 fő
más oktató – 8545 fő
más tanár – 755 fő